# Les Mystérieuses Cités d'or : Mondes secrets
Pour les articles homonymes, voir Les Mystérieuses Cités d'or.
Les Mystérieuses Cités d'or : Mondes secrets est jeu vidéo développé par Neko Entertainment et édité par Ynnis Interactive sorti le 21 novembre 2013  suivant les événements de la saison 2 du dessin animé Les Mystérieuses Cités d'or.
Il est disponible en versions dématérialisées (sur PC, WiiU, Nintendo 3DS, iOS et Android), mais également en version boîte depuis le 13 juin 2014 sur PC et Nintendo 3DS.

## Système de jeu
Le jeu propose un mélange de puzzles et d'infiltration en milieu hostile reposant sur la complémentarité des compétences des trois personnages : Esteban (déclencher des mécanismes avec le pouvoir du soleil), Zia (se glisser dans les espaces étroits) et Tao (déchiffrer le langage de Mu et envoyer Pichu récupérer des objets distants). Les héros peuvent voir le niveau en utilisant une loupe (mais ils restent immobile).
Sur console et PC, entre chaque niveau, une vidéo extraite de la série animée permet de faire le lien avec l'intrigue en résumant un épisode de la série. Dans les versions mobiles, ces vidéos sont remplacées par des successions d’images tirées de la série.
Les ennemis sont variables selon les niveaux et suivent la chronologie de la série : pirates, bandits, mercenaires et gardes impériaux. Leur système de jeu leur permet de voir les héros lors de leurs passages dans leur champ de vision.
Dans les versions mobiles, (iOS et Android) le jeu est séquencé en petits épisodes successifs, vendus en achats in-app après cinq niveaux gratuits.

## Scénario
Six mois après avoir découvert la première cité d'or en Amérique centrale, et de retour à Barcelone, Esteban, Zia et Tao sont à la recherche des six cités manquantes. À bord de leur Grand Condor et accompagnés de Pichu, Mendoza, Pedro et Sancho, ils s'embarquent à destination de l'Asie, plus particulièrement vers la Chine et le Tibet. Sur leurs pas marche Zares, un mystérieux étranger à la solde du roi d'Espagne, déterminé à empêcher les enfants d'accomplir leur quête.

## Financement
Le 30 septembre 2013, Ynnis Interactive a complété une levée de fonds sur le site Kickstarter, réunissant 46 680 $ (sur un objectif de 30 000 $) après un mois de campagne, visant à financer le doublage du jeu en anglais, ainsi que le sous-titrage dans la plupart des langues européennes, ainsi que l'arabe.
Le 7 novembre 2013, Les Mystérieuses Cités d'or : Mondes secrets ont bénéficié d'une subvention de 120 000 € de la part du CNC, via le Fonds d'aide au jeu vidéo (FAJV) au titre de l’« Aide à la création de propriété intellectuelle ».

## Réception
L'accueil du jeu par la presse a été plutôt mitigé. Metacritic attribue ainsi une moyenne de 60⁄100 sur un total de sept revues, indiquant des critiques mitigées. Jeuxvideo.com évoque ainsi des « énigmes relativement intéressantes » tout en concluant « le tout est dépourvu de fun ».